# Duplo decaimento beta
Na física nuclear, o decaimento beta duplo (2νββ) é um tipo de decaimento radioativo no qual dois nêutrons são simultaneamente transformados em dois prótons, ou vice-versa, dentro de um núcleo atômico e emitem dois elétrons e dois antineutrinos. Como no decaimento beta único, esse processo permite que o átomo se aproxime da proporção ideal de prótons e nêutrons. Como resultado dessa transformação, o núcleo emite duas partículas beta detectáveis, que são elétrons ou pósitrons. O decaimento beta duplo ocorre em apenas alguns isótopos radioativos de ocorrência natural.
A literatura distingue entre dois tipos de decaimento beta duplo: normal decaimento beta comum (2νββ) e decaimento beta duplo sem neutrinos (0νββ). No decaimento beta duplo comum, que foi observado em vários isótopos, dois elétrons e dois antineutrinos de elétrons são emitidos a partir do núcleo decadente. No decaimento beta duplo neutrinoless, um processo hipotético que nunca foi observado, apenas elétrons seriam emitidos. A busca por decaimento beta-duplo sem neutrino é uma das principais prioridades na física nuclear e de astropartículas. Se observado, esse processo demonstraria inequivocamente que o número de lepton não é uma quantidade conservada e a natureza Majorana dos neutrinos. CUORE, uma matriz de 988 cristais em forma de cubo 3D que são empilhados em 19 torres revestidas de cobre e resfriados a zero quase absoluto, visa identificar a assinatura desse processo hipotético.